# Javier Senosiain
Javier Senosiain (Cidade do México, 5 de maio de 1948) é um arquiteto paisagista mexicano conhecido por ser um dos primeiros arquitetos a projetar a arquitetura orgânica no México.
Entre suas obras mais significativas está O Ninho de Quetzalcóatl, um parque na cidade de Naucalpan.
Atualmente, leciona disciplinas de arquitetura na Universidade Nacional Autônoma do México. Também é o fundador da empresa de Arquitetura Orgânica da Cidade do México, responsável por projetos que vão desde fábricas e cooperativas a escritórios e casas.
É autor de dois livros: “Bioarquitetura” e “Arquitetura Orgânica”.
Javier Senosiain possui uma filosofia onde busca o equilíbrio entre nosso habitat natural e o mundo,"Uma harmonia entre homem, natureza e suas necessidades, tanto físicas quanto psicológicas." A ideia era adaptar espaços ao corpo humano, semelhantes ao claustro materno, aos abrigos de animais, aos solos escavados, aos iglus. Suas obras são caracterizadas por uma extrema proximidade com a natureza, estruturas curvilíneas e um trabalho harmônico e respeitoso com o todo e seus arredores.
O arquiteto comenta ainda que o ser humano não deve se desvincular do seus impulsos biológicos, pois em um princípio orgânico, suas raízes não podem ser abandonadas, e a busca por um lar está atrelada a estas raízes, por isso o esquivo de um habitat antinatural. Isso se nota na forma como ele combina volumes que evocam elementos da natureza como animais, conchas, cavernas, cachoeiras. Tudo isso seguindo tradições artísticas e utilizando materiais típicos mexicanos, características intrínsecas ao trabalho de Javier.

## Biografia
Nascido na Cidade do México em 1948, Senosiain, vem de uma família de classe média que apoiou suas habilidades artísticas desde cedo. De modo que, mesmo quando era um artista iniciante, já estava muito envolvido na comunidade artística de sua cidade.
Na graduação, ingressou na então Escola Nacional de Arquitetura da Universidade Nacional Autônoma do México, formando-se em 1972 com menção honrosa. Desde então, lecionou Oficinas de Design e Teoria da Arquitetura na Faculdade de Arquitetura da Universidade Nacional Autônoma do México. De 1989 a 1991 ocupou o cargo de secretário acadêmico do referido corpo docente. Em 2006, a Faculdade de Arquitetura da UNAM atribuiu-lhe a "Cátedra Federico Mariscal".
No campo da pesquisa, aprofundou-se no estudo e investigação do ferrocimento. Realizou também estruturas pneumáticas para utilização como cimbre temporário na construção de habitações.
Em sua prática profissional desenvolveu projetos e construções de edifícios de escritórios, moradias, edifícios industriais e turismo.

## Obras Importantes
As obras do seu primeiro período caracterizam-se por uma forte presença volumétrica com cores em tons e gamas cujas raízes vêm de Luis Barragán. Na casa da “Pirâmide Levitante”, o seu volume trapezoidal laranja está suspenso sobre a paisagem, ancorando-o ao solo e permitindo que o terreno deslize por baixo e a sua área verde aumente com o jardim que se torna a sua cobertura; a integração do verde com as vistas da casa, as cores das paredes, claraboia, tiragem da chaminé, etc. Esta busca colorida também pode ser vista nos edifícios "Prismatic Couple" e nos Laboratórios "Oasis Productor" em Celaya.
Suas construções têm, desde sua concepção, uma integração com o espaço exterior. Neste conceito também reside uma abordagem diferente, para além do racional funcional de como uma casa deve ser habitada, de como as atividades que nela decorrem devem ser embaladas pelas formas da própria casa, isso se reflete no design dos banheiros, quartos, cozinhas, etc.
Para os acabamentos dos seus habitats orgânicos, utiliza materiais como pedras, pedaços de azulejo, mármore, madeira, espelhos, entre muitos outros.
Posteriormente em "La Ballena Mexicana" e "Casa Flor" com cimbre pneumático e spray de poliuretano, volumes contínuos foram alcançados como resultado da busca do espaço natural do homem, de suas raízes históricas e culturais, bem como das tradições construtivas do plástico mexicano .
O escritório de Arquitetura Orgânica que ele fundou, foi responsável por muitos grandes projetos que demonstram como nosso ambiente natural está integrado ao planejamento urbano. Suas obras mais destacadas são: Casa Orgânica, Ninho de Quetzalcóatl, El Cacahuate, El Tiburón, Ballena Mexicana, La Casa del Árbol, Casa Ambia, entre outros.

### Casa Orgânica

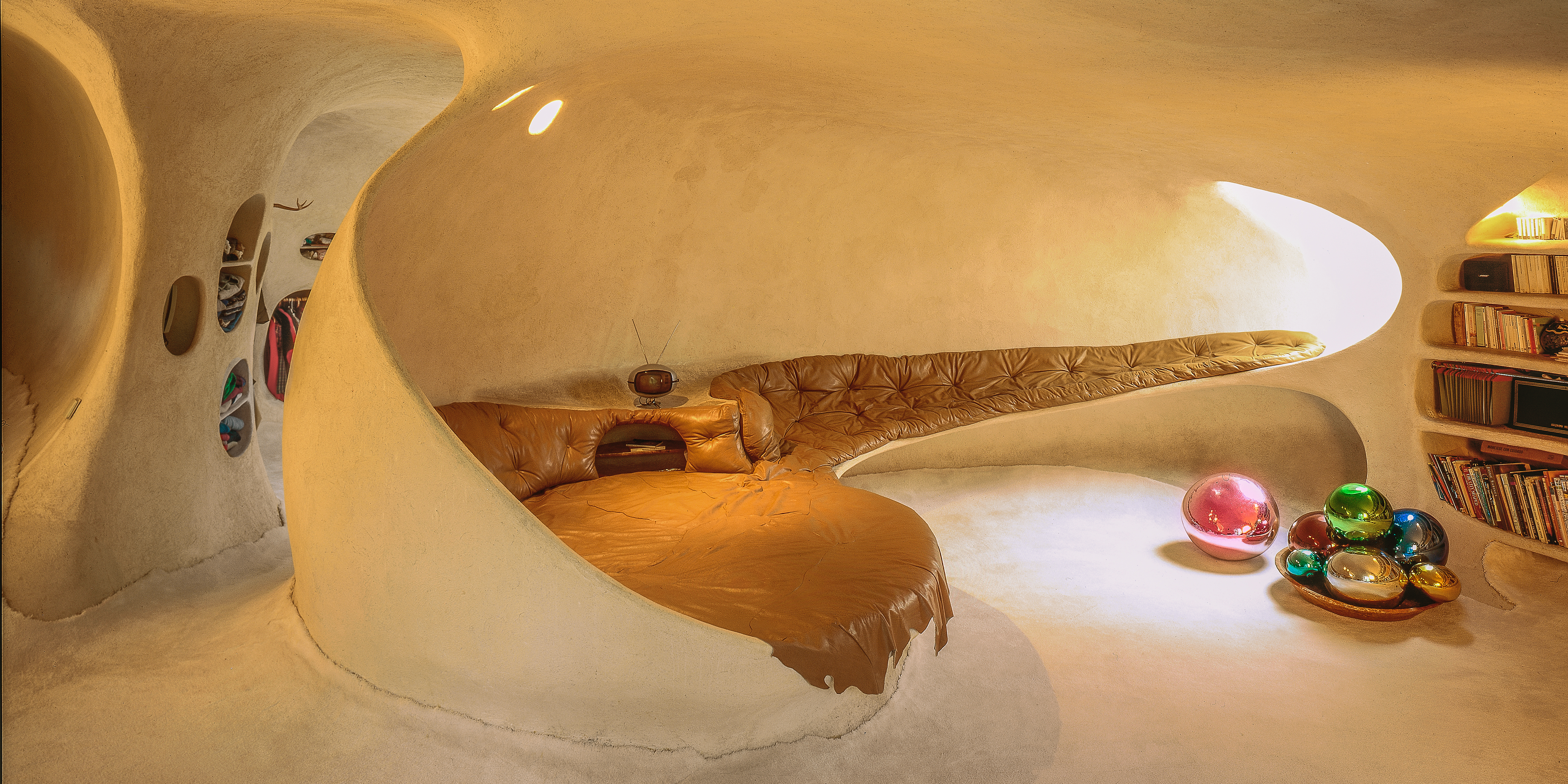
Sala principal da Casa Orgânica de Javier Senosiain

A Casa Orgânica de Senosiain foi construída em 1985. A ideia embrionária do projeto foi inspirada em uma casca de amendoim. Inclui dois amplos espaços ovais, com muita luz que se unem por um estreito espaço escuro. Os dois espaços devem simbolizar o dia e a noite. Tenta perseguir a sensação de que a pessoa está entrando na terra. O espaço não deixa de integrar os jardins exteriores. O interior é quase invisível, pois é construído como uma duna verde. Andar no jardim é andar no telhado, sem nem perceber.

### Ninho de Quetzalcóatl

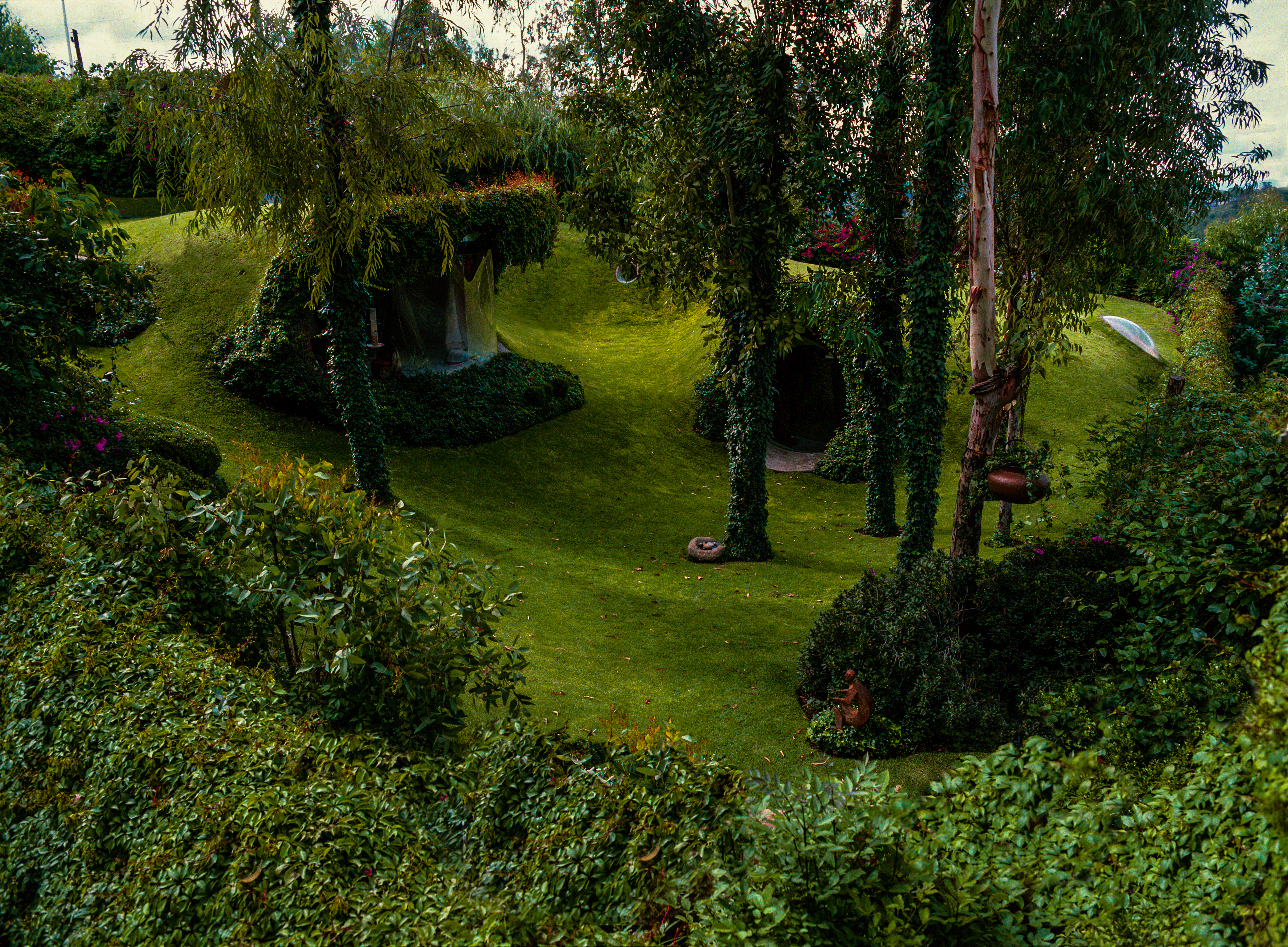
Parte da área externa do "Ninho de Quetzalcóatl"

Um exemplo de sua arquitetura é conhecido como Ninho de Quetzalcóatl, localizado em Naucalpan, concluído em 2007. É um projeto de construção de dez casas. Este projeto teve como objetivo construir edifícios de apartamentos em uma topografia bastante acidentada. A área estava repleta de cavernas e ravinas. A rigidez foi um desafio para o projeto, além da localização da cobra. No entanto, as áreas verdes e os espaços abertos não só foram respeitados como também foram vantajosos para manter as características naturais do local. Senosiain integrou as casas ao relevo, não construiu sobre elas. A residência é um grande exemplo de arquitetura que se inspira na natureza e tem impacto mínimo no meio ambiente.
O arquiteto trabalhou com as irregularidades do terreno. Cavernas e carvalhos revelaram-se desafiadores, mas inspiradores para Senosiain, que observou a forma natural de uma caverna como uma boca e então viu um aspecto animal. Com isso em mente, o arquiteto construiu uma magnífica cabeça de cobra de 165 x 20 pés.
O site é um complexo habitacional privado e não permite visitantes, exceto para locatários do AirBnb.

## Obras publicadas

### Bioarquitetura
Publicado em 2002, o livro de Senosiain, Bioarquitectura (Bio-arquitetura), concentra-se na busca do homem em um espaço natural. Para Senosiain, a natureza e a ecologia inspiraram formas e sensibilidades espaciais. A bioarquitetura estuda os princípios de origem dos animais e humanos com base em visões biológicas. É uma arquitetura que se separa das linhas geométricas e do puro volume. A bioarquitetura também mostra como os arquitetos podem aproveitar os recursos que a tecnologia moderna colocou à sua disposição para resolver formas inusitadas e difíceis de executar de acordo com as técnicas tradicionais.

### Javier Senosiain: Arquitetura Orgânica
"Javier Senosiain: Organic Architecture" é um livro de Javier Senosiain e Fernando Haro, publicado em 2008.

Senosiain explora em seu livro uma trajetória na história da arquitetura, de Frank Lloyd Wright, Bruno Zevi, Alvar Aalto e Eero Saarinen. Esses arquitetos já propunham uma visão que via a arquitetura moderna como uma relação com o homem e seu habitat natural. O conceito de “arquitetura orgânica” de Senosiain segue sua tradição. Ele explora a arquitetura em formas que ecoam o habitat natural e nosso ambiente.